# Contea di Kericho
La Contea di Kericho è una della 47 contee del Kenya situata nell'ex Provincia della Rift Valley. Al censimento del 2019 ha una popolazione di 901.777 abitanti. Il capoluogo della contea è Kericho. Altre città importanti sono: Londiani, Litein e Kipkelion.